# سیارک ۱۴۲۵۰
سیارک ۱۴۲۵۰ (به انگلیسی: 14250 Kathleenmartin، نامگذاری:2000AJ63) چهارده هزار و دویست و پنجاهمین سیارک کشف شده‌است که در ۴ ژانویه ۲۰۰۰ کشف شد.
قدر مطلق سیارک برابر ۱۲.۹ است.